# Nemzeti Bajnokság II 1909–1910
Nemzeti Bajnokság II 1909–1910 sau liga a doua maghiară sezonul 1909-1910, a fost al 10-lea sezon desfășurat în această competitie.

## Istoric și format
În MLSz a fost înființat un comitet rural, a cărui sarcină a fost să implice numărul tot mai mare de asociații din țară în circulația campionatului, să formeze arbitrii, să explice regulile, să gestioneze certificatele și transferurile de jucători, să efectueze avertismente și proceduri disciplinare. Ca urmare a activităților lor - și datorită prezentărilor rurale ale asociațiilor din Budapesta - au intrat atât de multe echipe încât au trebuit să fie înființate două districte noi (Transdanubia și Pestvidéki).

## Districtul de Sud
Kaposvár AC nu s-a mai înscris în campionat.
După o examinare ceva mai amănunțită a rezultatelor, putem ajunge cu ușurință la concluzia că, pe lângă eșecuri, au existat și multe anulări ale meciurilor și neprezentări. Se risca, ca intrarea unei echipe sa fie necesară doar pentru a avea cei 3 titulari stipulați, condiție necesară pentru începerea campionatului în acel district...
| Poz | Echipă             | Pld | W | D | L | GF | GA | GD  | Pct |
| --- | ------------------ | --- | - | - | - | -- | -- | --- | --- |
| 1   | CA Arad            | 6   | 5 | 1 | 0 | 13 | 1  | +12 | 11  |
| 2   | CA Bacska Subotica | 6   | 4 | 1 | 1 | 3  | 6  | -3  | 9   |
| 3   | CA Seghedin        | 6   | 2 | 0 | 4 | 4  | 5  | -1  | 4   |
| 4   | AS Poștașii Arad   | 6   | 0 | 0 | 6 | 0  | 5  | -5  | 0   |

1 S-a retras după greaua înfrângere suferită cu CA Arad și nu a mai participat la campionatul districtual.

## Districtul de Est
Clubul Sportiv Feroviar Simeria(Piski Vasutas Sport Club) - viitorul club CFR Simeria - a participat pentru prima dată la campionat.
| Poz | Echipă                          | Pld | W | D | L | GF | GA | GD | Pct |
| --- | ------------------------------- | --- | - | - | - | -- | -- | -- | --- |
| 1   | Academia Comercială Cluj - KASK | 4   | 4 | 0 | 0 | 4  | 2  | +2 | 8   |
| 2   | CS Feroviar Cluj - KVSK1        | 4   | 2 | 0 | 2 | 2  | 4  | -2 | 2   |
| 3   | CFR Simeria2)                   | 4   | 0 | 0 | 4 | 0  | 0  | 0  | 0   |
| 4   | AS Târgu Mureș 3                | -   | - | - | - | -  | -  | -  | -   |
| 5   | FC Cluj 4                       | -   | - | - | - | -  | -  | -  | -   |

1) CFR Cluj - 2 puncte deduse.
2) S-a retras după două neprezentări.
3) A retras înregistrarea.
4) A retras înregistrarea.

## Campionatul național
Pentru titlul „cea mai bună echipă rurală”:

### Calificări:
CA Arad – Academia Comercială Cluj - KASK 2:0

### Semifinala:
Departamentul de Gimnastică Acord Győr – CA Arad 2:0 (2:0)

## Resurse
1. ↑  „Campionatul Rural - Districtul de Sud 1909/1910”. MF. 25 iulie 2005. Accesat în 27 ianuarie 2022.
2. ↑  „Campionatul Rural - Districtul de Est 1909/1910”. MF. 25 iulie 2005. Accesat în 27 ianuarie 2022.